# Kielce

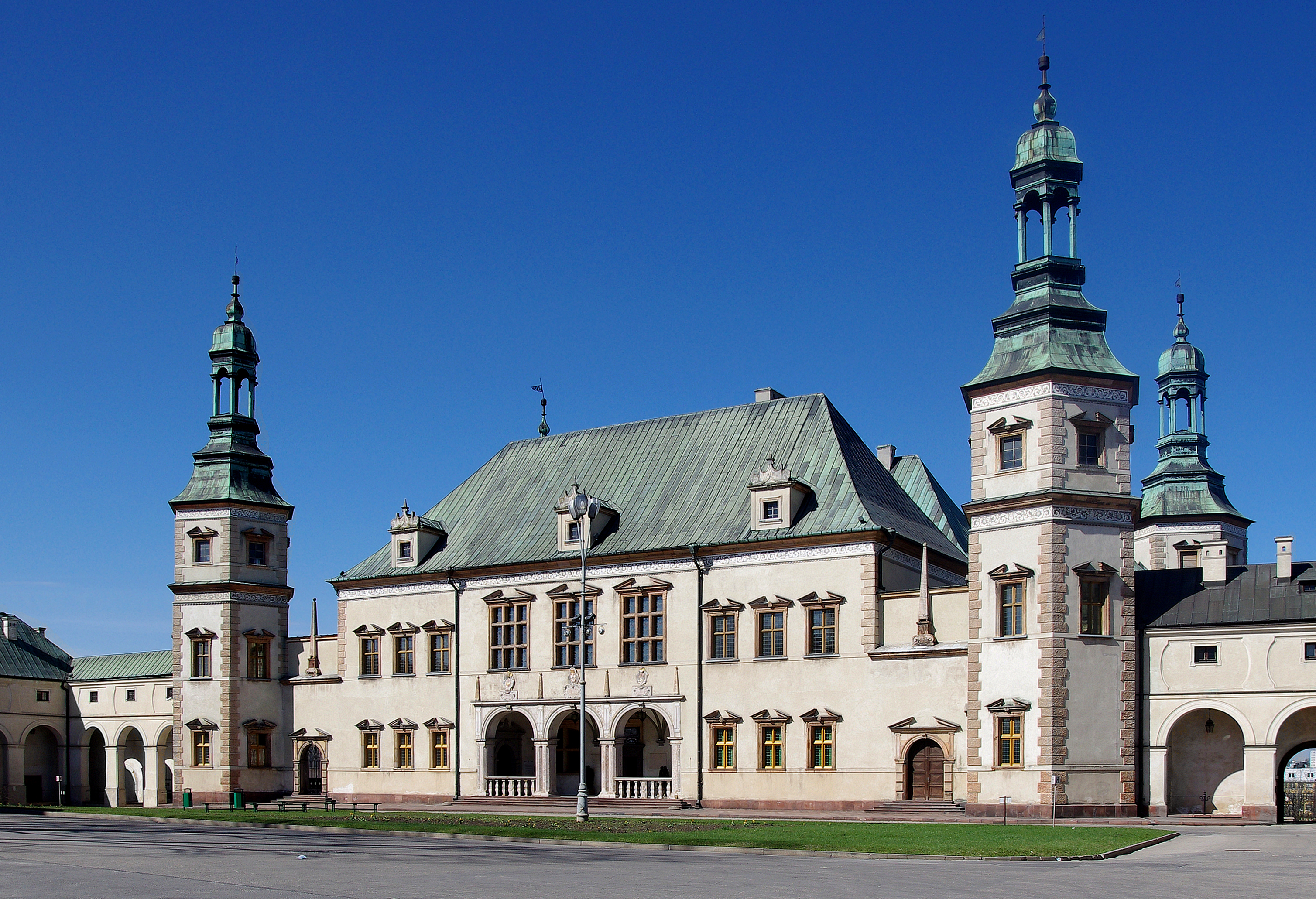
Biskopsresidenset i Kielce

Kielce är en stad i södra Polen, belägen 110 km nordöst om Kraków, vid foten av berget Łysa Góra. Den är residensstad i Świętokrzyskie vojvodskap. År 2014 hade staden 199 475 invånare.
Kielce är en industristad med tonvikt på tung industri och livsmedelsindustri. I närheten av staden bedrivs gruvdrift. Från staden kommer fotbollslaget Korona Kielce.

## Historia

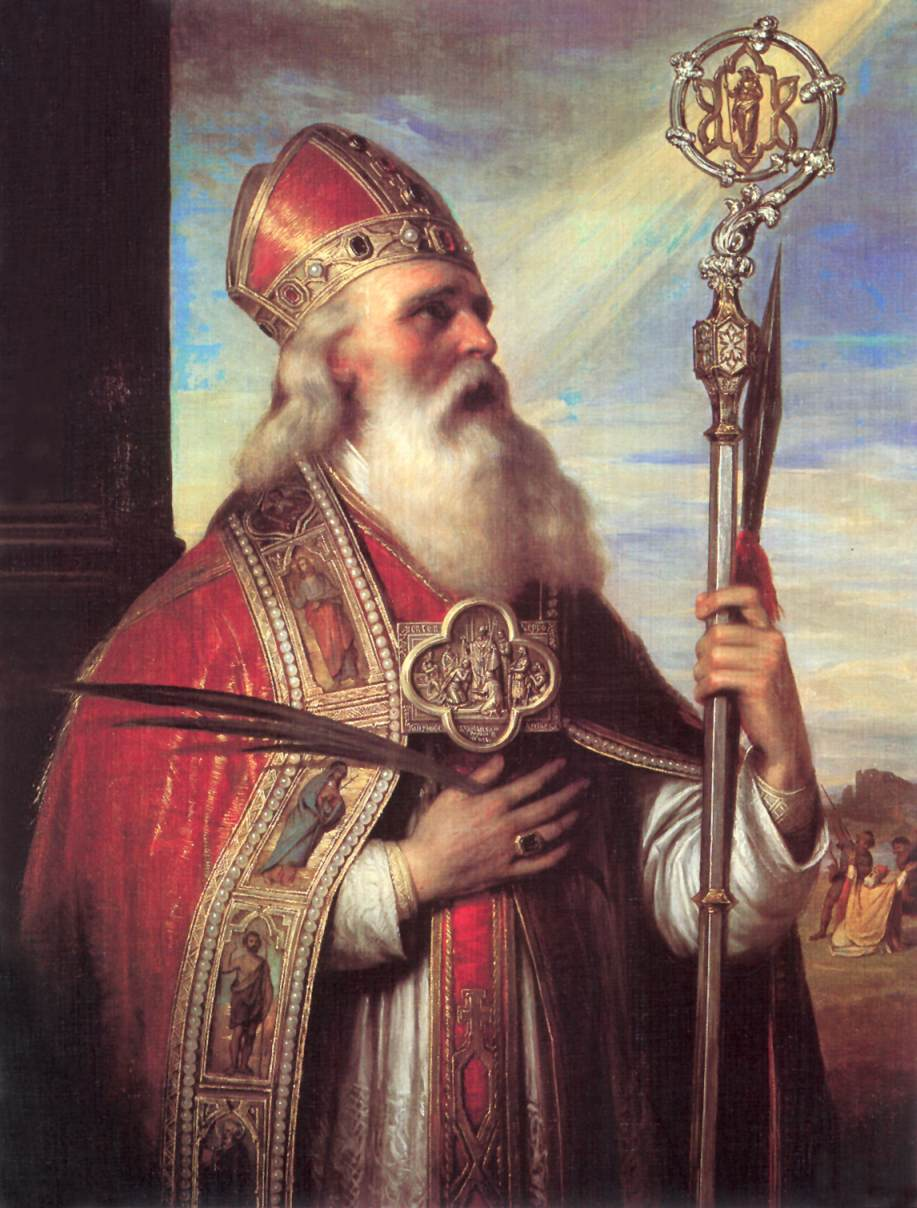
Sankt Adalbert av Prag

Det är inte känt när Kielce blev till men senast på 1100-talet tillföll Kielce med omkringliggande mark Krakóws biskopar som reste en kyrka benämnd "Sankt Wojciech" (Sankt Adalbert). 
1384 erhöll Kielce stadsprivilegier. År 1496 förlänade kardinal Fryderyk Jagiellończyk Kielce ett stadsvapen: en röd sköld med en gyllene krona, under kronan i samma färg bokstäverna CK, en förkortning av latinska „Civitas Kielcensis” vilket betyder medborgare av Kielce. Staden blev förstörd under det polsk-svenska kriget år 1655 vilket hämmade stadens utveckling men i början av 1700-talet återtog staden sin forna ställning. Staden blev återigen förstörd i samband med det polsk-ryska kriget 1794 då general Tadeusz Kościuszko förlade sin garnison i området.
Staden var österrikisk mellan 1795 och 1815, och rysk mellan 1815 och 1918. Under första världskriget var den besatt av österrikarna från den 15 augusti till den 4 november 1914 och av ryssarna från den 5 november 1914 till den 12 maj 1915, då staden intogs av tyskarna. Under andra världskriget var Kielce ett viktigt område för motståndsrörelser som Armia Krajowa (AK) och Gwardia Ludowa (GL). Stadens befolkning minskade dramatiskt under kriget till följd av massavrättningar av civilbefolkningen, i synnerhet av dem med judiskt påbrå. Före utbrottet av andra världskriget hade staden en judisk befolkning på cirka 28.000, men då Röda armén intog staden i januari fanns bara 400 kvar, varav 18 judar från Wien. 
Den 4 juli 1946 ägde pogromen i Kielce rum då 42 judar dödades och omkring 50 skadades. Dådet utfördes främst av den polska milisen och armén; det är ännu idag oklart vad som orsakade denna tragedi och vilka motiv som låg bakom denna.

## Kielce efter andra världskriget

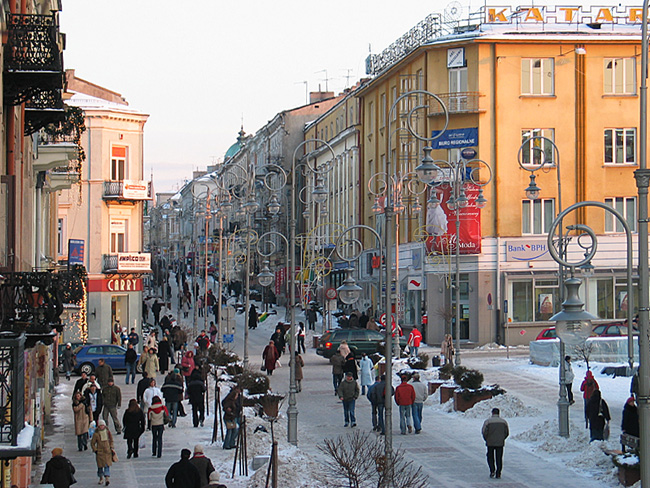
Sienkiewiczgatan

På 1960-talet upplevde Kielce en snabb utveckling, nya bostadsområden växte fram. 1971 byggdes en amfiteater och 1974 öppnades teknisk högskola i staden. En omfattande ombyggnation av staden genomfördes, bland annat renoverades hela gamla området kring Sienkiewiczgatan.

## Sport
- KS Vive Targi Kielce, herrhandbollslag